# 卡尔·明兴格尔
卡尔·明兴格尔（德語：Karl Münchinger，1915年5月29日—1990年3月13日），生卒于斯图加特，德国指挥家。

## 生平歷略
明兴格尔在年轻的时候学习过小提琴，后来在斯图加特音乐高校卡尔·里昂哈特门下学习指挥。后来在斯图加特圣母教堂当合唱指挥和管风琴手。紧接着他又在莱比锡音乐高校赫尔曼·阿本多特和克莱门斯·克劳斯的夏季课程学习，经福特文格勒的帮助，他当上了汉诺威下萨克森交响乐团指挥（1941年－1943年）。二战中他被囚禁，战后1945年获得释放后他成立了斯图加特室内乐团， 他带领乐团直到1987年，并且把乐团带向了世界。 1953年他因在艺术方面的贡献获得了巴登·符腾堡州的教授衔头，和联邦十字勋章。
虽然穆辛格尔算不上“本真”派人物，但是从他出道的那一天起，他就以其干净的音色取胜，这有别于浪漫派指挥家的诠释风格。他的原则是：小编制乐队，严格遵循作曲家在乐谱上所做的指示，以达到通透统一的音乐表达。
穆辛格尔这一名字很快就和约翰·塞巴斯蒂安·巴赫管弦乐作品的忠实演绎（与浪漫演绎相对）联系起来了。他与斯图加特室内乐团演绎了很多前巴洛克时期和巴洛克时期的作曲家的作品，获奖无数。他在战后立刻对新生代的作曲家大加支持。1960年起他将维也纳古典乐派的作品加到他的剧目中。1966年，他又成立了「斯图加特古典爱乐乐团」。从此他就蜚声国际，成为欧陆和北美很多乐团的常客。

## 作品節選

### 商業錄音
- The Classical Legacy（古典主義作品集），Decca，2019年
- The Baroque Legacy（巴洛克作品集），Decca/Eloquence系列，2019年
- 巴赫四首管弦樂組曲，Decca/Eloquence系列
- 巴赫鍵盤協奏曲、《賦格的藝術》，Decca/Eloquence系列
- 舒伯特作品集，Decca/Eloquence系列
- (LP). Decca. SXL 2270.